# 饭坡镇
饭坡乡，是中华人民共和国河南省洛陽市嵩县下辖的一个乡镇级行政单位。

## 行政区划
饭坡乡下辖以下地区：
饭坡村、汪城村、张元村、时坪村、曲里村、南庄村、泥河村、焦沟村、沙坡村、大坪村、里沟村、洛沟村、赵庄村、寺沟村、田庄村、长岭村和青山村。